# 쿠시나가르

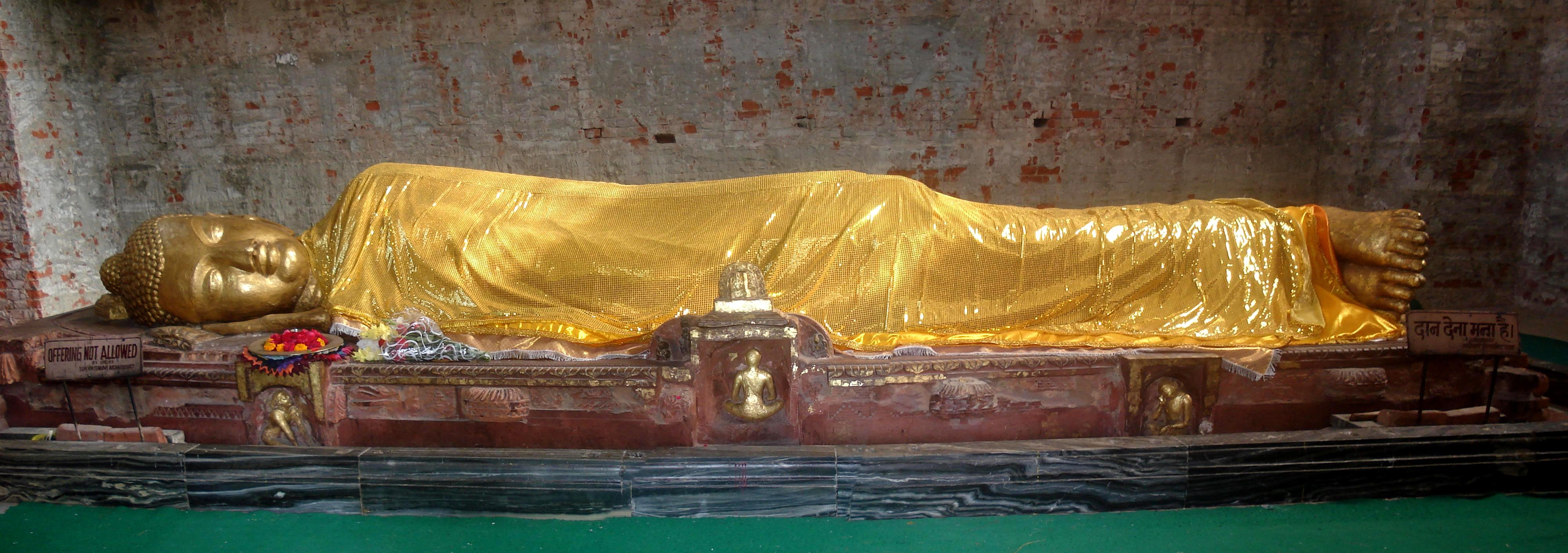
파리니르바나 사원에 전시된 석가상

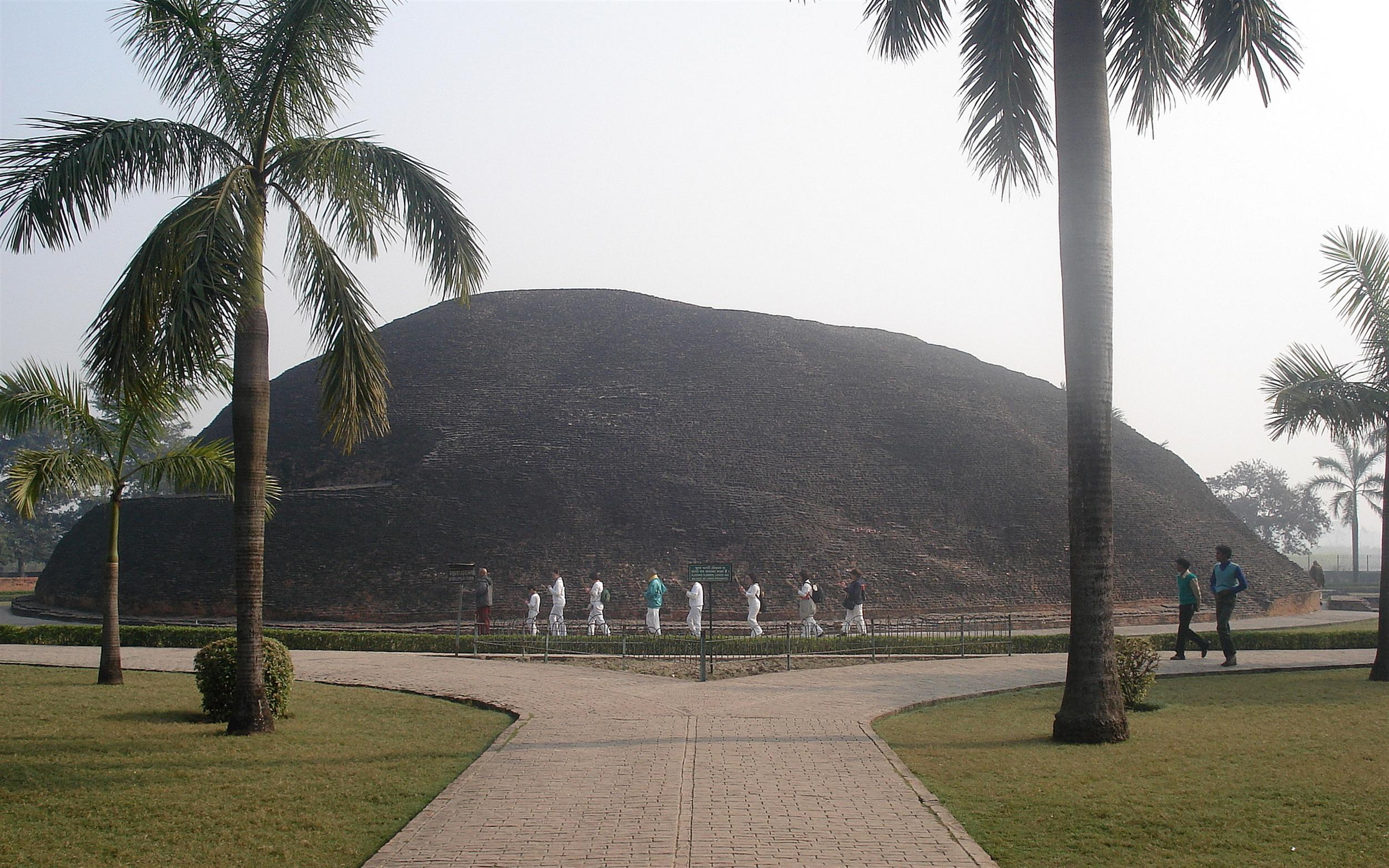
라마바르 탑

쿠시나가르(영어: Kushinagar, 힌디어: कुशीनगर)는 인도 우타르프라데시 주에 위치한 마을로 인구는 17,982명(2001년 기준)이다. 고대 인도에 있던 말라 공화국의 중심지였고 현재 카시아 마을 부근에 있다.
석가모니가 입멸한 곳으로 추측되는 불교의 4대 성지 중 한 곳이다. 5세기 석가모니의 열반상을 모신 사원이 들어섰고 19세기에 발견됐다.